# Первый старт
«Первый старт» (пол. Pierwszy start) — польский чёрно-белый художественный фильм, драма 1950 года. В советском прокате с 26 апреля 1951 года.

## Сюжет
Способный парень из деревни, участвовал в конкурсе пилотирования планёров. Потому что он был гордый и не сумел сотрудничать в коллективе, отослали его домой. Однако в драматических случаях он доказал свою пригодность и благодаря тому направлен на высший планёрный курс.

## В ролях
- Леопольд Рене Новак — Томек Спойда
- Ядвига Хойнацкая — Анеля Спойда, тетя Томека
- Адам Миколаевский — Феликс Спойда, дядя Томека
- Януш Яронь — инженер Студзинский
- Ежи Петрашкевич — инженер Горац, конструктор планера
- Владислав Возник — Владислав Возняк, комендант школы
- Владислав Вальтер — бригадир Стипула
- Богдан Невиновский — Юрек Заремба
- Станислав Микульский — Франек Мазур
- Анна Росяк — Ганя
- Ванда Якубиньская — Мать Гани
- Веслав Михниковский — Антек Белецкий
- Веслав Вильк
- Тереса Липовская
- Станислав Михальский
- Ежи Антчак
- Хелена Пухневская
- Тадеуш Гура